# Бейлинов, Александр Иосифович
Александр Иосифович Бейлинов (6 (19) декабря 1909, Екатеринослав, Российская империя — 1999) — советский, затем израильский писатель и журналист, член Союза писателей СССР (1934).

## Биография
Родился 6 декабря (по старому стилю) 1909 года в семье екатеринославского мещанина Еселя Мовшевича (Иосифа Моисеевича) Бейлинова (1875—?) и павлоградской мещанки, акушерки Рахили Мееровны Бейлиновой (в девичестве Фаерман, 1877—?). Родители заключили брак в Павлограде 26 августа 1903 года. Трудовую деятельность начал в Днепропетровске. Был журналистом. В 1934 принят в Союз писателей СССР. В конце 1930-х годов возглавлял областную писательскую организацию.
Участник Великой Отечественной войны. После окончания войны вернулся в Днепропетровск. Уполномоченный в делах правления  СПУ по Днепропетровской области (приступил к своим обязанностям на этой  должности в 1945 году).
Публиковался во многих московских и республиканских журналах и издательствах.
В 1997 году переселился в Израиль.

## Творчество
Литературный псевдоним Александр Былинов придумали коллеги-писатели Максим Рыльский, Семён Скляренко, Михаил Тардов при издании в 1947 году первой послевоенной повести в издательстве «Радянський письменник» .
Александр Былинов — автор многих произведений о войне, о рабочем классе, трудовом героизме советских людей и др.

## Избранные произведения
- «Первый выход»,
- «Старший брат»,
- «Рота уходит с песней»,
- «Пароль ДП-З»,
- «Чистая линия»,
- «Сады»,
- «Командиры»,
- «Запасной полк»,
- «Металлисты»,
- «Мосты возводятся вновь»,
- «Долг инженера»,
- «Доверие»,
- «Улицы гнева»,
- «Девушка из Зоннерберга»,
- «Выбор» и другие.

В Израиле опубликовал ряд новелл и очерков: «Пожарник», «Исключение», «Такой уж складки я солдат», «Ода Вольфсонам» и другие.

## Память
В 2003 г. в Днепропетровске состоялось торжественное открытие мемориальной доски на доме, где жил и работал Александр Былинов c 1948 по 1997 гг.